# برج سنگی دره شو
برج سنگی دره شو مربوط به دوره قاجار است و در کوهبنان، خیابان آستانه واقع شده و این اثر در تاریخ ۱۰ دی ۱۳۸۱ با شمارهٔ ثبت ۶۷۶۱ به‌عنوان یکی از آثار ملی ایران به ثبت رسیده است.